# 焗葡國雞飯

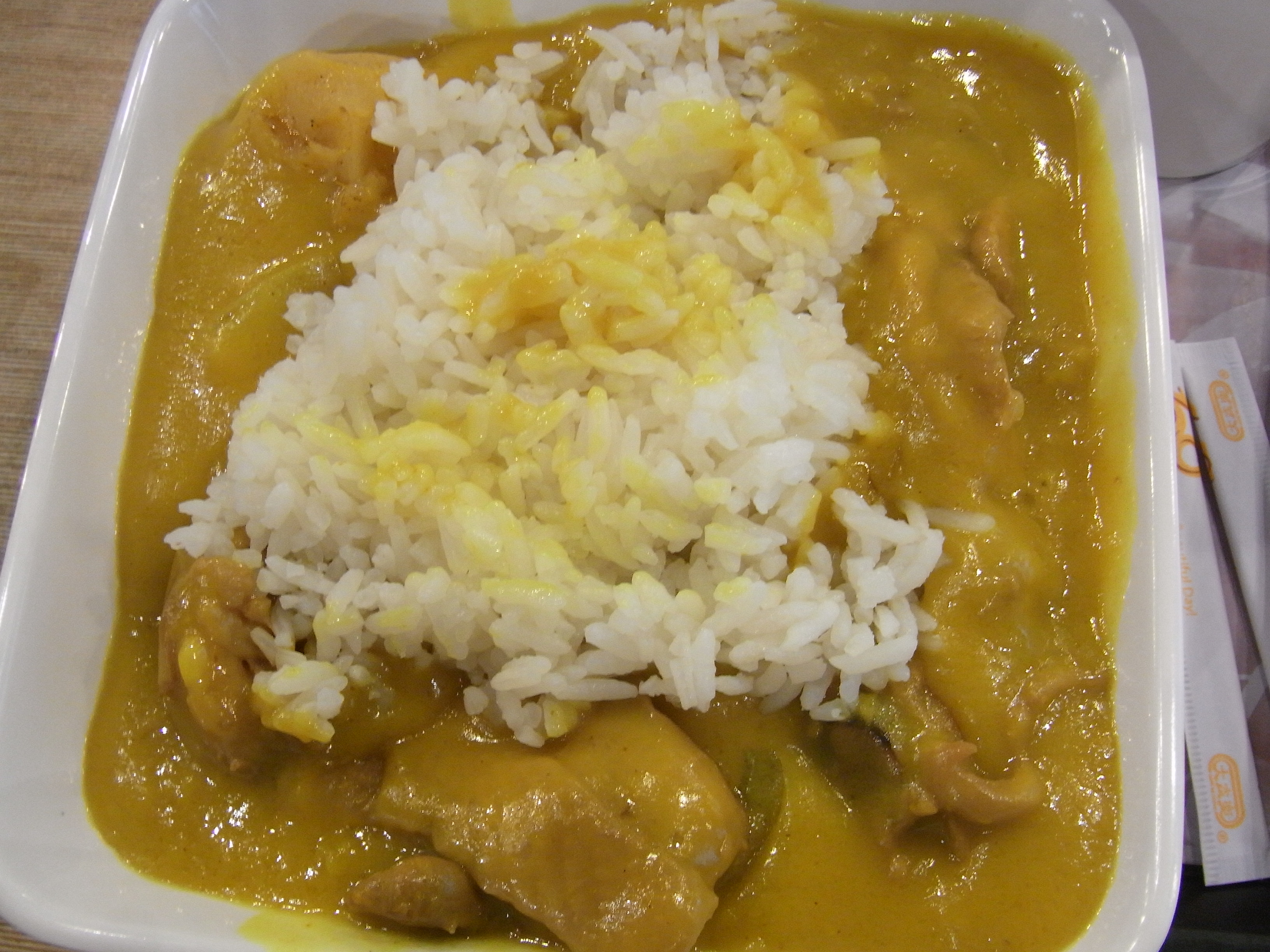
焗葡國雞飯

焗葡國雞飯是一道澳門菜，为澳門土生葡菜的料理之一，通常材料包括雞球、洋蔥、薯仔、白飯、芝士碎等，配上葡汁食用。
焗葡國雞飯的烹调方法因人而异，有些人会把鸡肉和米饭一同烹调，有些人则会把两者分开处理。